# Need for Speed: Rivals
Need for Speed: Rivals is een computerspel dat werd ontwikkeld door Ghost Games en uitgegeven door Electronic Arts. Het spel kwam in 2013 uit voor de PlayStation 4, Microsoft Windows, PlayStation 3, Xbox 360 en de Xbox One. Dit spel is het 20e spel in de serie Need for Speed. Het spel speelt zich af in een open wereld in de fictieve plaats Redview County met in totaal 160 km aan straten. Net als in Need for Speed: Hot Pursuit ondersteunt het spel twee verhaallijnen, dit van de politie en die van de racer. Elke verhaallijn heeft zijn opdrachten, onderscheidingen en ranglijsten. Speler kunnen in level stijgen door opdrachten te voltooien. Het spel heeft een Autolog dat ingezet kan worden voor multiplayer doeleinden.

## Evenementen
Als Racer:
- Race - deze bestaan zowel uit circuit- als sprintraces.
- Duel - 2 deelnemers tegen elkaar op in een sprint race, de race kan gestart worden zodra de speler een tegenstander vindt.
- Hot Pursuit - Minimaal vier deelnemers moeten van A naar B een parcours voltooien, terwijl ze achternagezeten worden door de RCPD die hen met wapens proberen uit te schakelen. De winnaar is de eerste racer over de finishstreep.
- Time Trial - Tijdrace.

Als Politie:
- Hot Pursuit - Hetzelfde als bij de Racer, maar dan moet de speler nu de deelnemers aan dit race-evenement proberen uit te schakelen.
- Rapid Response - Tijdrace bij de politie waarbij een bepaalde finishtijd gehaald moet worden. Er komen seconden bij als de speler een auto of een vangrail aanraakt.

## Ontvangst
| Beoordeeld door       | Jaar | Platform      | Score |
| --------------------- | ---- | ------------- | ----- |
| GameStar (Duitsland)  | 2013 | Windows       | 85%   |
| PC Games (Duitsland)  | 2013 | Windows       | 79%   |
| Jeuxvideo.com         | 2013 | Windows       | 75%   |
| Jeuxvideo.com         | 2013 | PlayStation 3 | 75%   |
| Xbox360Achievements   | 2013 | Xbox One      | 75%   |
| Jeuxvideo.com         | 2013 | Xbox 360      | 75%   |
| The Video Game Critic | 2014 | PlayStation 4 | 50%   |
| Gamereactor (Zweden)  | 2013 | Xbox 360      | 50%   |
| Gamereactor (Zweden)  | 2013 | PlayStation 3 | 50%   |
| Gamereactor (Zweden)  | 2013 | Windows       | 50%   |

## Trivia
- De lichtbalk van de DualShock 4-controller van de PlayStation 4 licht rood op als de speler een racer is en blauw als de speler een Politie auto bestuurt.

- Een prominente misvatting over Need for Speed: Rivals is dat het in minder dan een jaar tijd is ontwikkeld.

The Need for Speed · II · III: Hot Pursuit · Road Challenge · Porsche 2000 · Hot Pursuit 2 · Underground · Underground 2 · Underground Rivals · Most Wanted (2005) · Carbon · Pro Street · Undercover · Nitro · Shift · World · Hot Pursuit (2010) · Shift 2: Unleashed · The Run · Most Wanted (2012) · Rivals · Need for Speed · Payback · Heat · Unbound